# Jinchengjiang
Jinchengjiang léase Chin'cheng-Chiáng (en chino, 金城江区; pinyin, Jīnchéngjiāng qū; literalmente, ‘río ciudad dorada’, en zhuang, Ginhcwngzgyangh Gih) es un distrito urbano bajo la administración directa de la Prefectura Hechi en la Región autónoma de Guangxi, República Popular China. Su área es de 3246 km² y su población total para 2020 superó los 370 mil habitantes.
En la dinastía Song del Norte (1121), el condado Hechi (河池县) se estableció aquí. El 8 de octubre de 1983 el condado Hechi fue abolido y se estableció la ciudad Hechi (河池市). En junio de 2002, Hechi se convirtió en una ciudad-prefectura, y la Hechi original fue rebautizada como distrito Jinchengjiang.

## Administración
Desde octubre de 2022, el distrito autónomo de Jinchengjiang se divide en 12 pueblos que se administran en 1 subdistrito, 7 poblados y 4 villas.